# Sustina

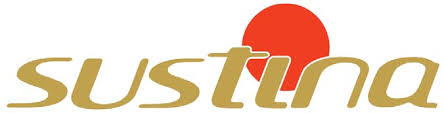
海外向けsustinaのロゴ

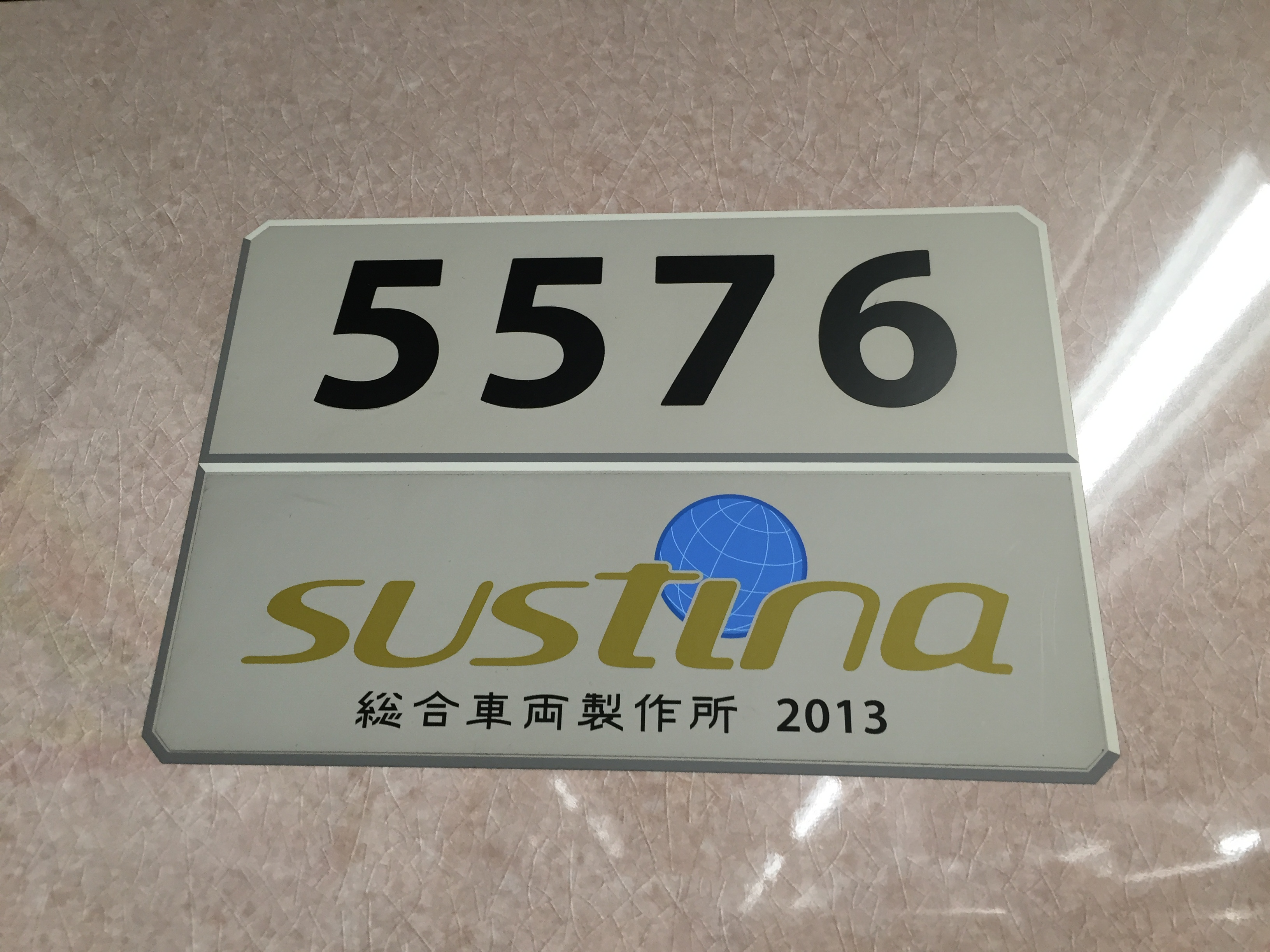
国内向け第1号として登場した東急5050系サハ5576号車の車内にて。

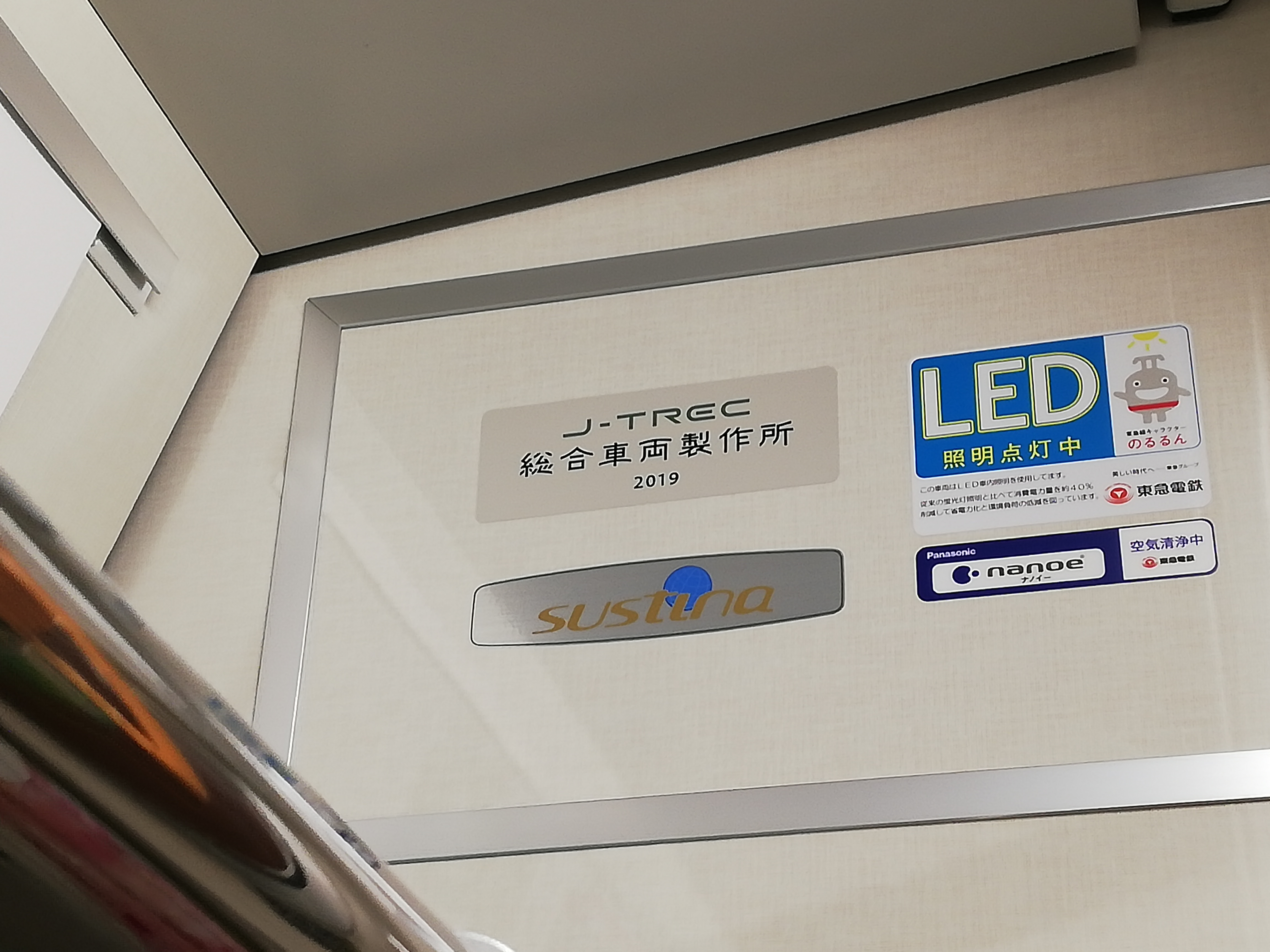
国内向けsustinaのロゴ。東急3020系の車内にて。

sustina（サスティナ）は、総合車両製作所（J-TREC）にて製造されるオールステンレス鉄道車両のブランド名で、同社の登録商標（第5554385号ほか）。
日本国外向けステンレス車両について、日本におけるステンレス車両のパイオニアメーカーとして「sustina（サスティナ）」というブランド名を制定、2012年9月下旬にドイツ・ベルリンで開催の世界最大の鉄道関係見本市「InnoTrans2012」に出展した。
sustinaとは、JIS規格で規定されるところのSUS鋼の記号からSUS（サス）、環境に優しく持続可能の意からsustainable（サスティナブル）、地球環境問題を救う女神の如きあり方の意からラテン語の語尾-ina（-イナ）を組み合わせた造語で、ステンレス車体の特徴である美しい外観・高い安全性・長期間持続する高い信頼性、さらにリサイクル性の高さから地球環境の維持にも優れていることをイメージし制定された。

## 概要
総合車両製作所の前身である東急車輛製造は、日本の鉄道車両製造メーカーの中でも長きにわたりオールステンレス車両の製造経験を持っており、構体構造の革新によるオールステンレス車両の世代交代をリードしてきたが、2000年頃からレーザー溶接に着目して車体の接合に使用する開発を続け、この開発成果を元に2010年度より元親会社の東京急行電鉄（現・東急株式会社および東急電鉄）と共同で軽量、高剛性、高強度、低コストな次世代通勤車両の開発に取り組んできた。
J-TRECでは、その技術を継承しさらに発展させ、次世代ステンレス車両開発を加速するとともに、国内外に展開すべくブランド構築することにした。それまでの東急車輛製造による「軽量ステンレス車両」のような質実剛健で男性的なイメージから、新生J-TRECによる環境に優しく美観も兼ね備えた車両ということで、スマートな女性的なイメージへの転換を図ることとし、制定されたのがsustinaブランドである。
2013年に東京急行電鉄との共同開発として製造された国内向けの第1号として登場した東急5050系サハ5576号車に採用され、国内向けにも用いられるようになった。ロゴの違いはsustinaのiの上の点が海外向けは日本（の国旗としての日の丸）をイメージした赤い丸なのに対し、国内向けは地球をイメージしたものとなっている。
ただし、京浜急行電鉄に納車される車両では、同社の意向により本ブランドの使用が新1000形20次車まで認められなかった。総合車両製作所の対外呼称『J-TREC』は京急向けに限りその後も一切使われていない。また、京成電鉄向け車両については、日本車輛製造の『日車式ブロック工法』（現・N-QUALIS）をベースとするため、小田急電鉄の2代目5000形はN-QUALISに加え、川崎車両のefACEの要素も折衷した特別設計のため、本ブランドは使用されない。

## 技術
sustinaブランドの車両はレーザ溶接などの新技術により、外観・強度の向上や軽量化を図った次世代ステンレス構体技術の適用を基本としており具体的には以下のような特色を持つ。ただし、sustinaブランド自体は新保全体系を実現できる高信頼性を次世代ステンレス車両に用いることにしており、そのためハイブリッド車両や海外向け車両などレーザー溶接を用いない第3世代構体技術を踏襲したsustina車両も存在する。
更なる軽量化の実現による省エネルギー性の向上
車体は従来の軽量ステンレス構造を基本にしながら、構体構造の見直し、骨組みの軽量化、妻構体にビート付き外板の採用、室内艤装構造の見直しにより、車両重量をさらに軽量化しており、アルミニウム合金製車体並みの軽量化を実現している。それにより、走行時での消費電力量のさらなる削減が図られ、省エネルギー性が向上している。
衝撃吸収構造と内装ロールバーによる安全性向上
前面衝突に備えて、先頭車両前面に衝撃吸収材を使用して衝撃エネルギーを吸収する衝撃吸収構造にするとともに、連結面間に衝撃を吸収緩和する衝撃吸収連結器を装備している。構体の剛性向上と万が一の側面衝突事故発生時における乗客の安全性を確保するため、車両構体骨組みを長手方向にリング状に配置するとともに、車内に「内装ロールバー構造」を採用している。これは左右の側構体間を連結する補剛材に袖仕切板、スタンションポール（縦握り棒）、荷棚受けなどを連続的な曲面を描いたポール（補強棒）で結んだもので、万が一の衝突事故時の安全性向上と内装デザインとの調和を図っている。また、オフセット衝突に備えて、また、車体の側構体と妻構体の接合部の台枠から腰部まで補強を追加している。
ステンレスの特長を活かしたさらなる美観の向上
従来のステンレス車両の組み立てにはスポット溶接が使用されてきたが、側構体での外板同士の接合には外板同士を重ねてスポット溶接を行うため、外板表面に円形の溶接痕と「せぎり」とよばれる継ぎ目が多数存在した。しかし、sustinaでは側構体での外板同士、外板と側出入口枠、窓枠のフレーム、妻面外板（従来3枚の板からの構成を1枚の板化に変更）、妻面外板と連結幌取り付け枠との接合にレーザー溶接による連続溶接を外部から見える部分に使用しており、雨どい、側出入口枠、窓枠のフレームの凹凸を少なくして継ぎ目のないフラットな外板となっているが、レーザーの強さを制御することにより外板表面への熱の影響が及ばないようにして、外観見付けの向上も図られている。
骨組みと外板との接合、側構体と屋根構体との接合には、スポット溶接が使用されており、従来の軽量ステンレス車両との共通化を考慮している。側構体と屋根構体との接合では、雨どい部分でスポット溶接を行うことは従来の軽量ステンレス車両と同じだが、スポット溶接を行う位置を従来の水平面から垂直面に変更することで、雨どいが張り出すことによる従来の車両限界対応により側構体を屋根に向けて1度傾斜させる必要がなくなり、側構体は屋根に向けて垂直に立ち上がっている。さらに雨どい下部に補強を追加することで、側構体の剛性を向上させており、外板の厚さを従来の1.5mmから1.2mmに薄くすることで側構体の軽量化を図っている。
レーザー溶接による水密性と気密性の向上
従来のスポット溶接は、連続溶接ではないため、外板同士の継ぎ目個所での水密や気密が必要な部分には、ステンレス板の間に樹脂シールを塗布した上で接合するシーリング処置を行っていたが、樹脂シールは経年によって劣化するため、定期的に補修が必要であった。しかし、外板同士をレーザー溶接による連続溶接を採用することにより、このような作業が不要となり、メンテナンス性が大幅に向上している。
製作工数削減による作業の効率化とコスト低減
袖仕切板などの内装品の取り付けには、つり溝を利用したボルトナット固定方式やねじ座が動くフローティングボルト・ナット方式を採用することで作業性の向上と車内でのドリルでの穴開け作業を不要とすることで、切り粉の発生をなくしている。天井ダクトや天井部、妻構体、配線類は現車組立てとせず、あらかじめ外部で製作を行った後、車体に取付ける形で組立てるモジュール化を図っており、作業の効率化とコスト削減が図られている。

### シリーズ
- sustina S24：20m・4扉車
- sustina S23：20m・3扉車
- sustina S13：18m・3扉車

## sustinaの採用例
| - 東日本旅客鉄道（JR東日本） - E235系（2015年） - E131系（2020年） - 東急電鉄 - 5050系サハ5576号車（2013年） - 2020系（2017年） - 6020系（2017年） - 3020系（2019年） - 京王電鉄 - 5000系（2017年） - 相模鉄道 - 12000系（2018年） - 東京臨海高速鉄道 - 71-000形（2024年） - バンコク・メトロ - パープルライン向け車両（2015年） - フィリピン国鉄 - 南北通勤鉄道向け車両（2021年） | - 東日本旅客鉄道（JR東日本） - EV-E301系（2014年） - E129系（2014年） - HB-E210系（2015年） - FV-E991系（2022年） - しなの鉄道 - SR1系（2020年） | - 静岡鉄道 - A3000形（2016年） - 京浜急行電鉄 - 新1000形20次車以降のJ-TREC製車両（2021年） - 東京都交通局（都営地下鉄） - 5500形（2017年） |

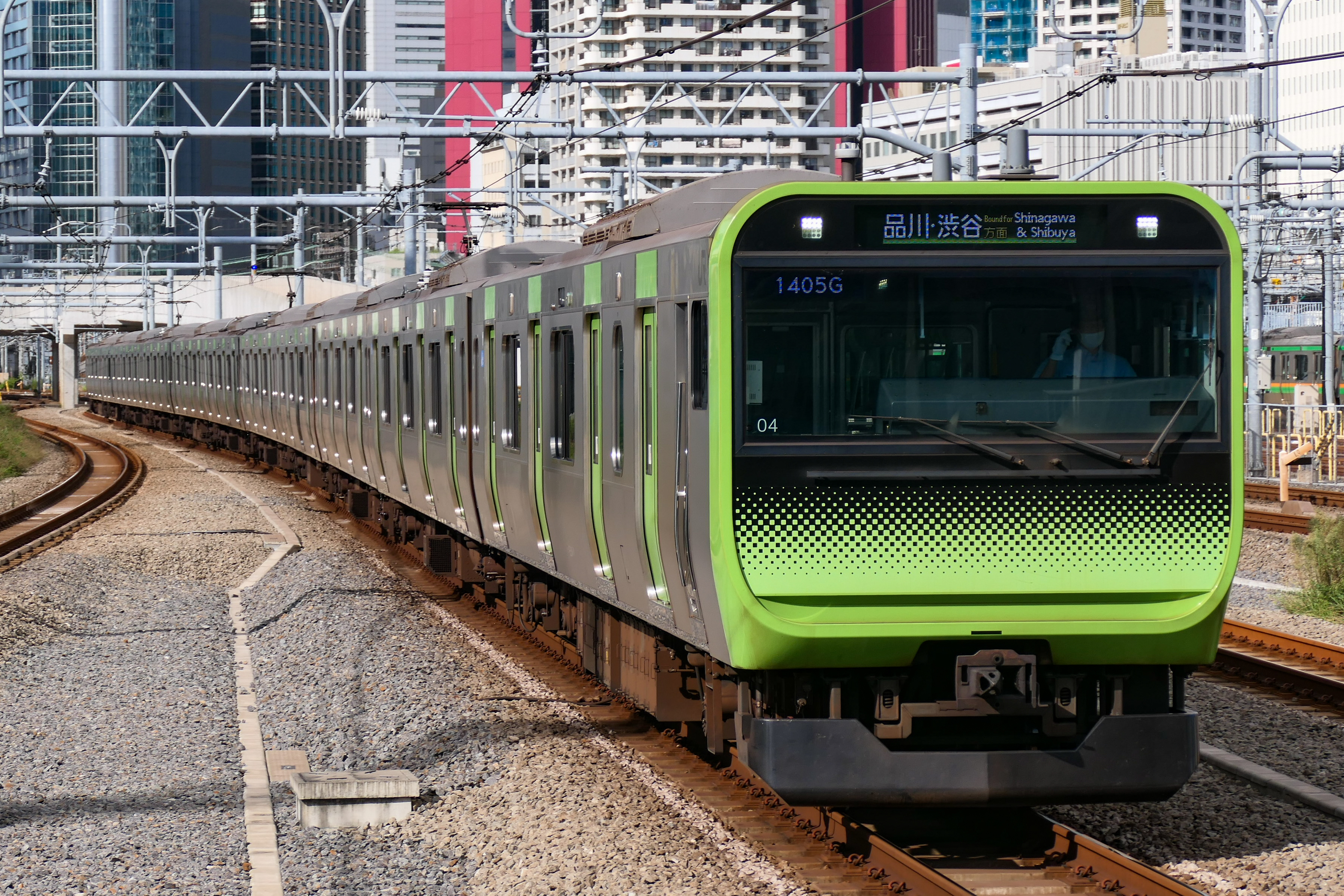
E235系電車
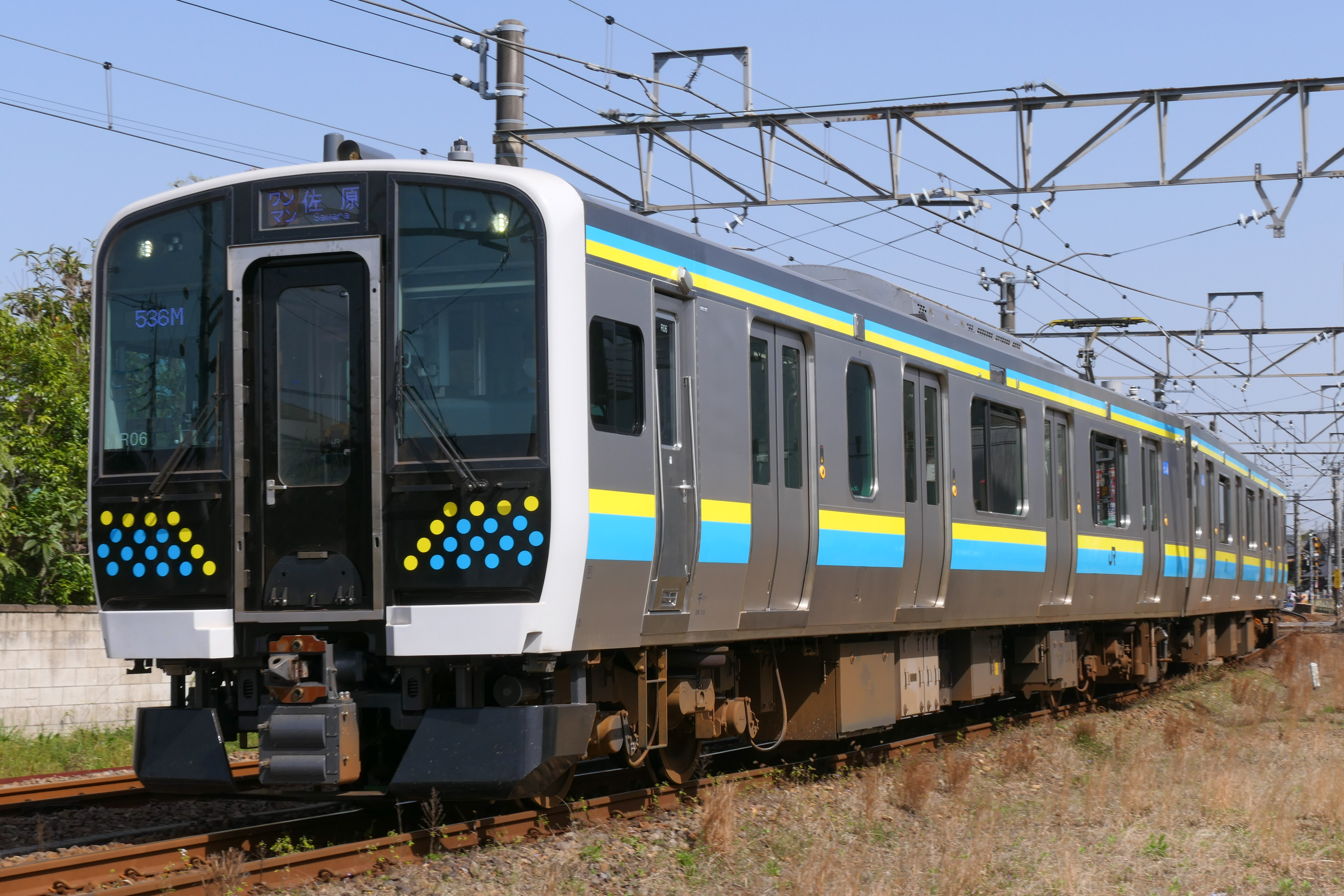
E131系電車
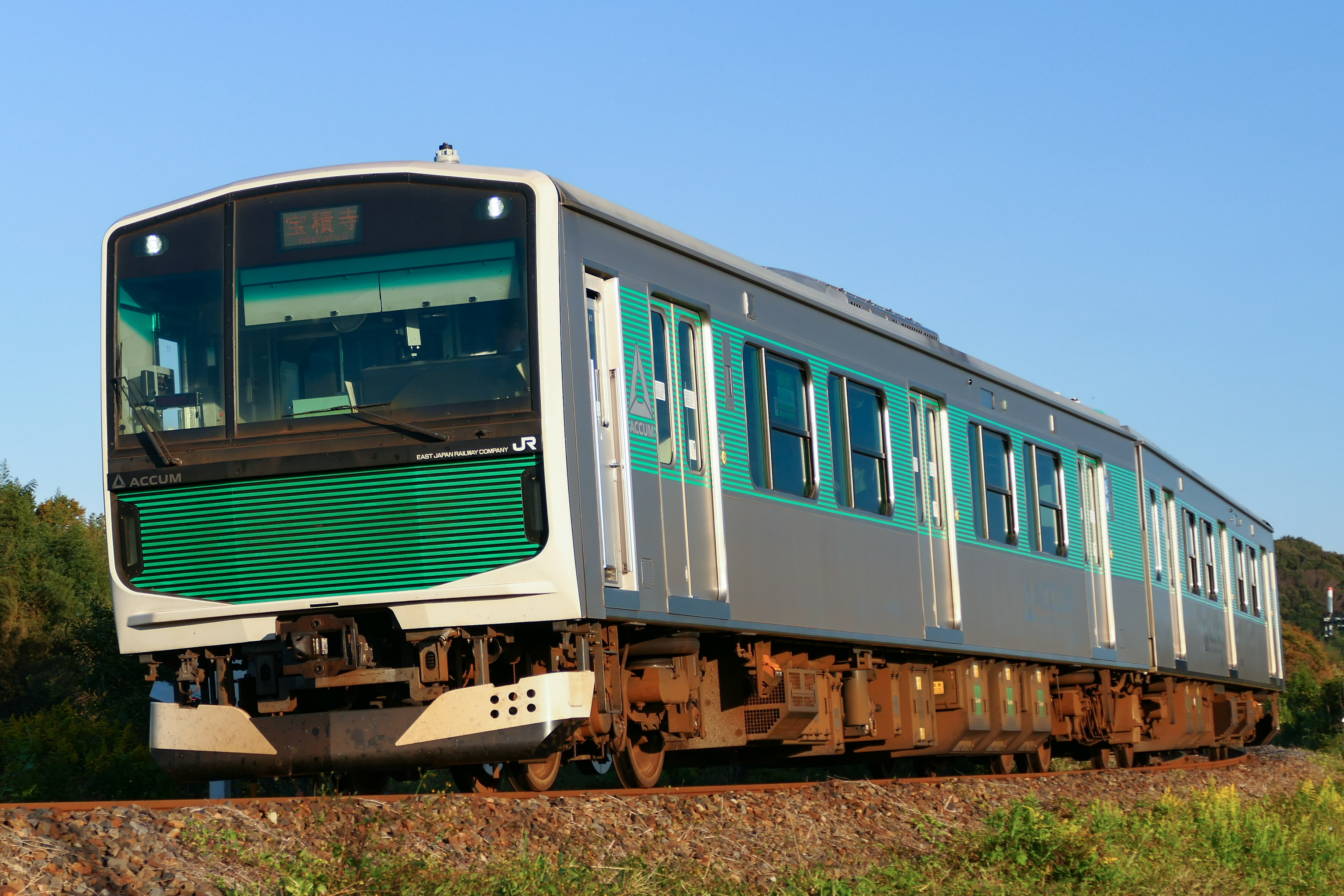
EV-E301系電車
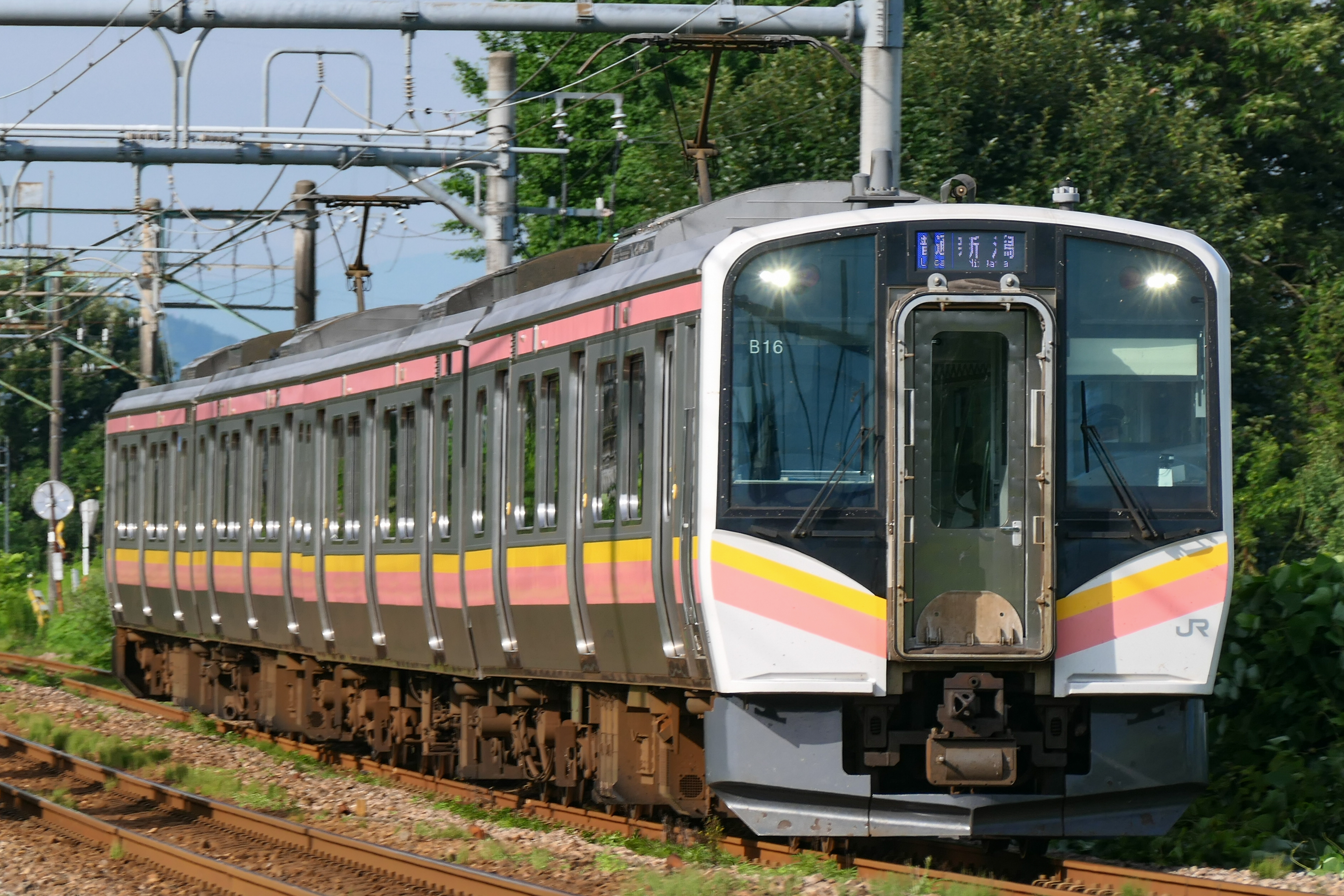
E129系電車
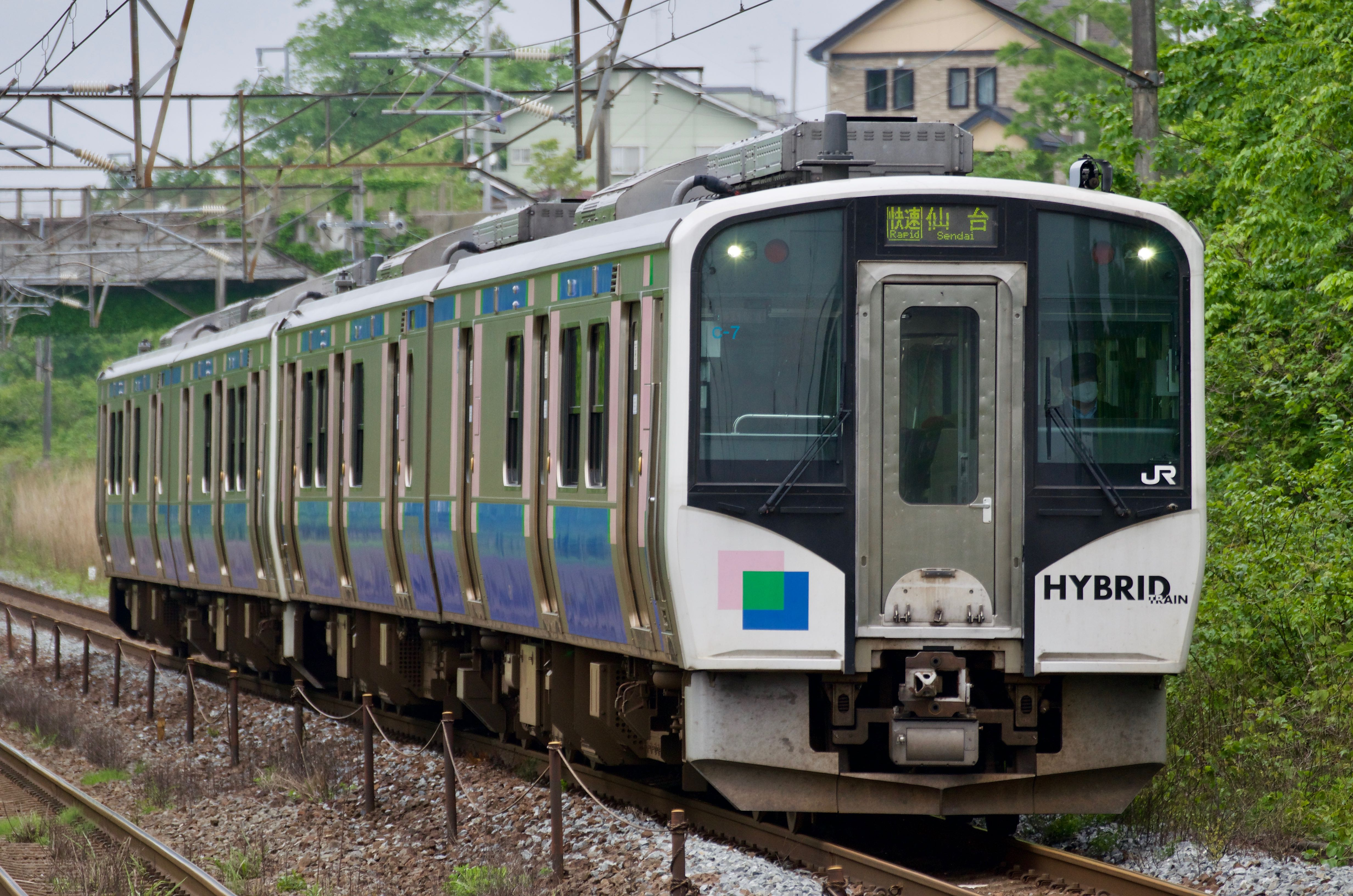
HB-E210系気動車
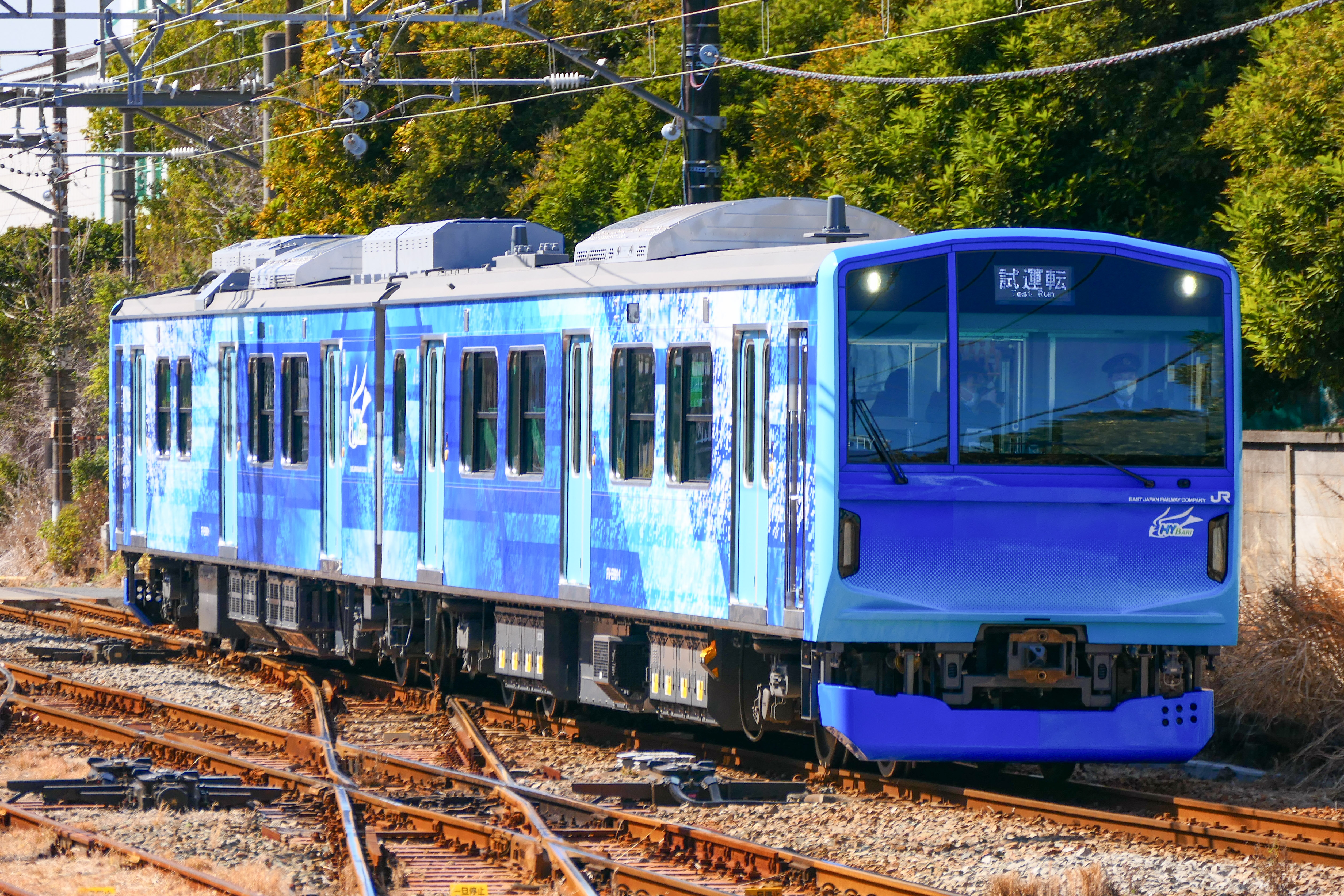
FV-E991系電車
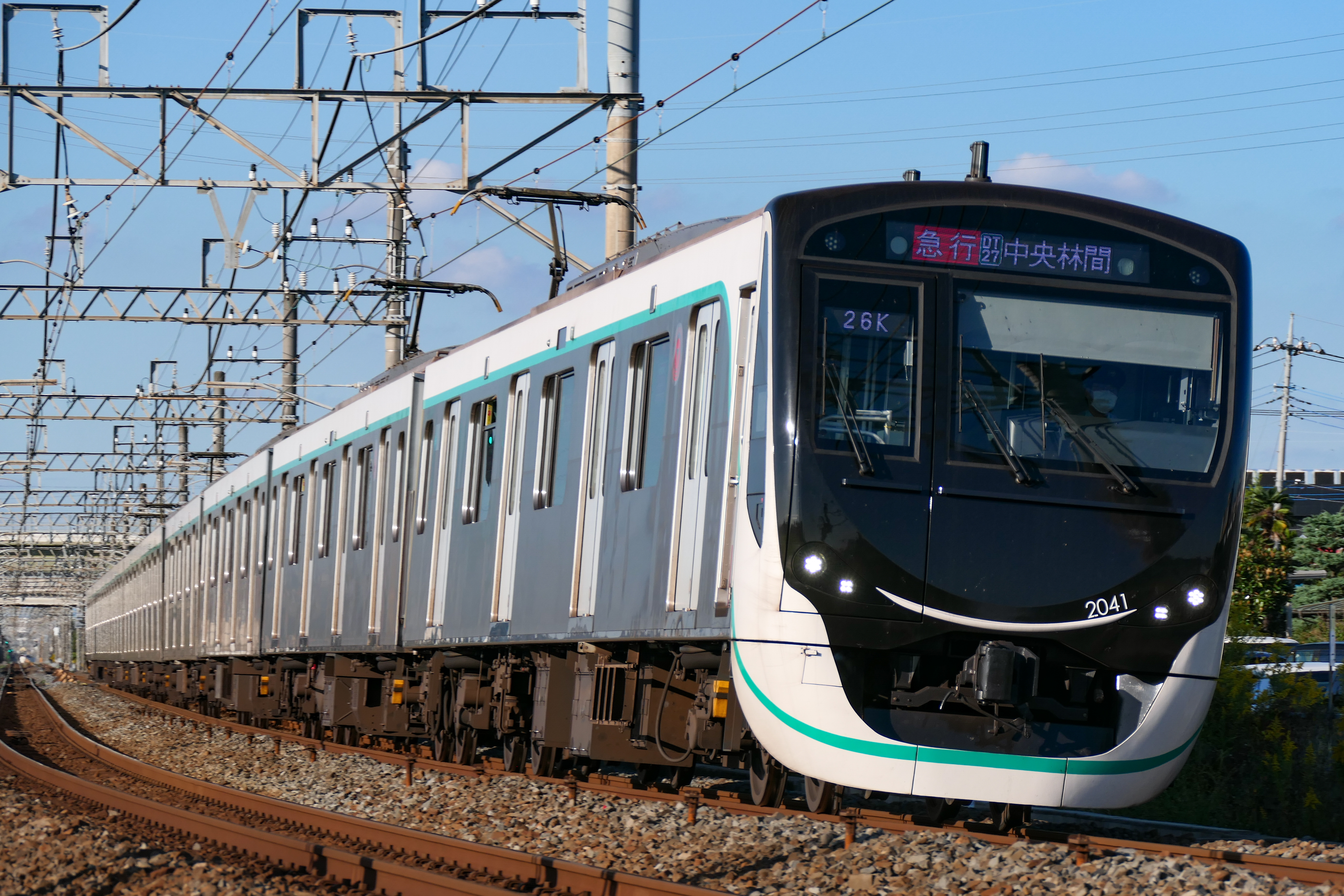
東急2020系電車
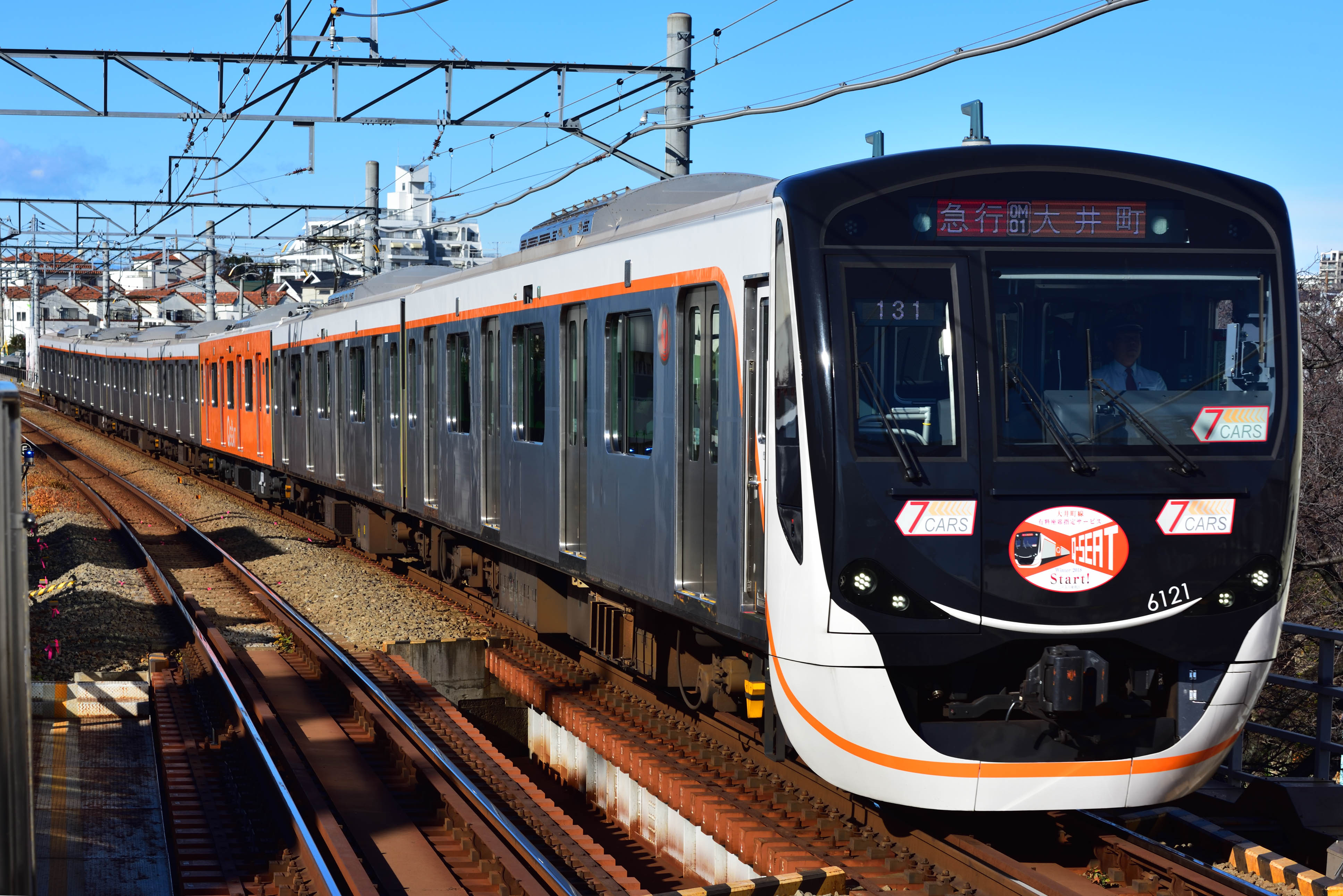
東急6020系電車
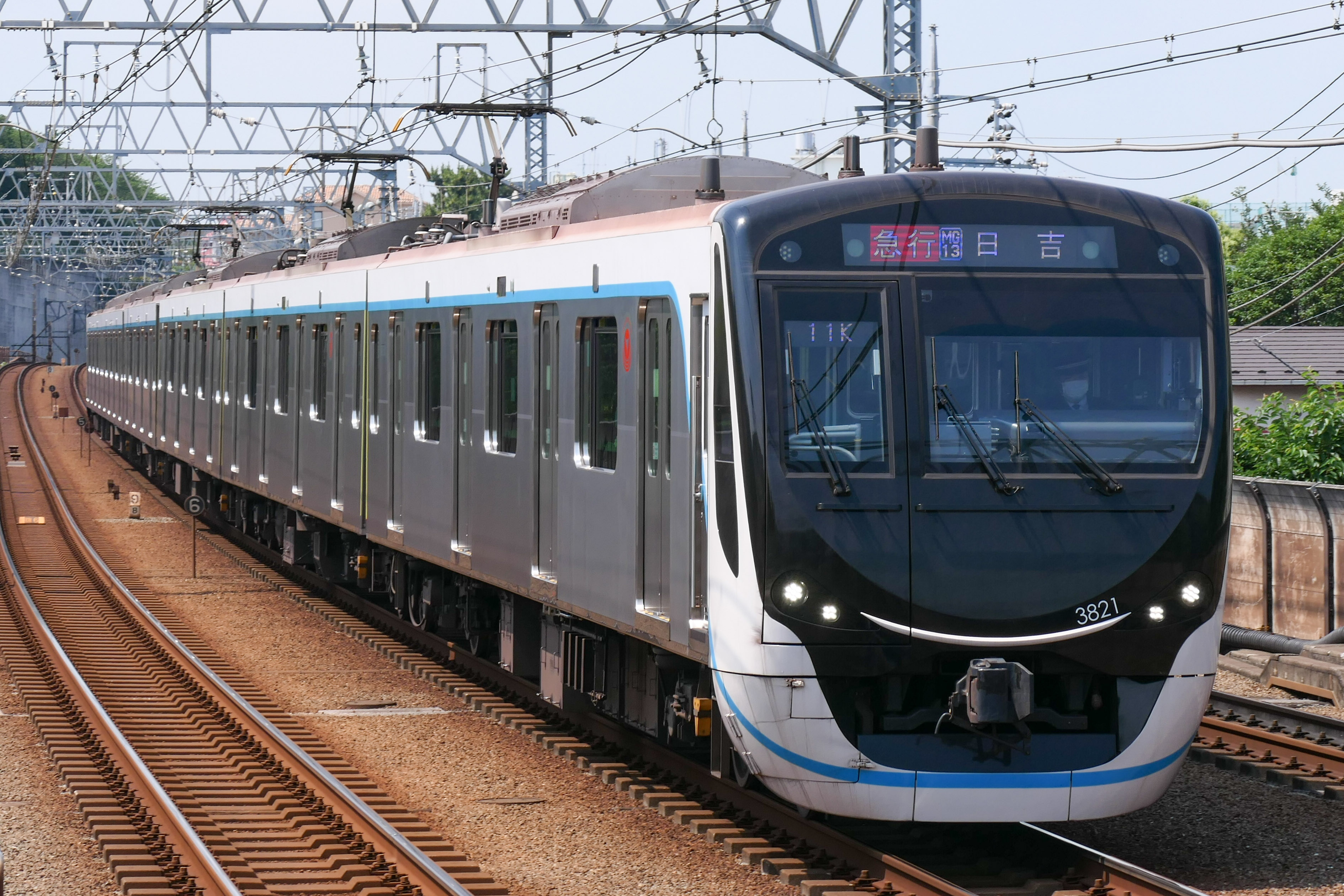
東急3020系電車
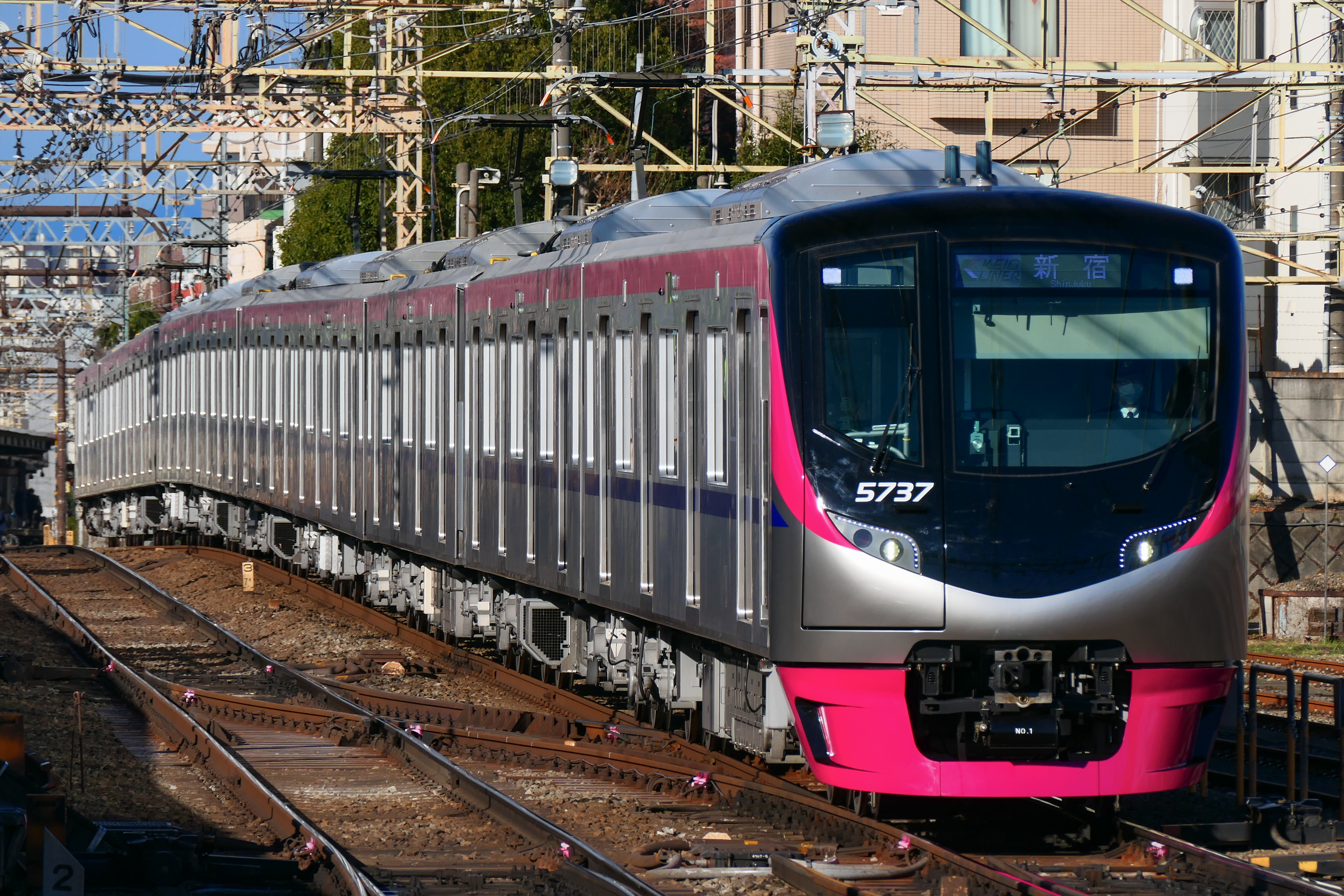
京王5000系電車
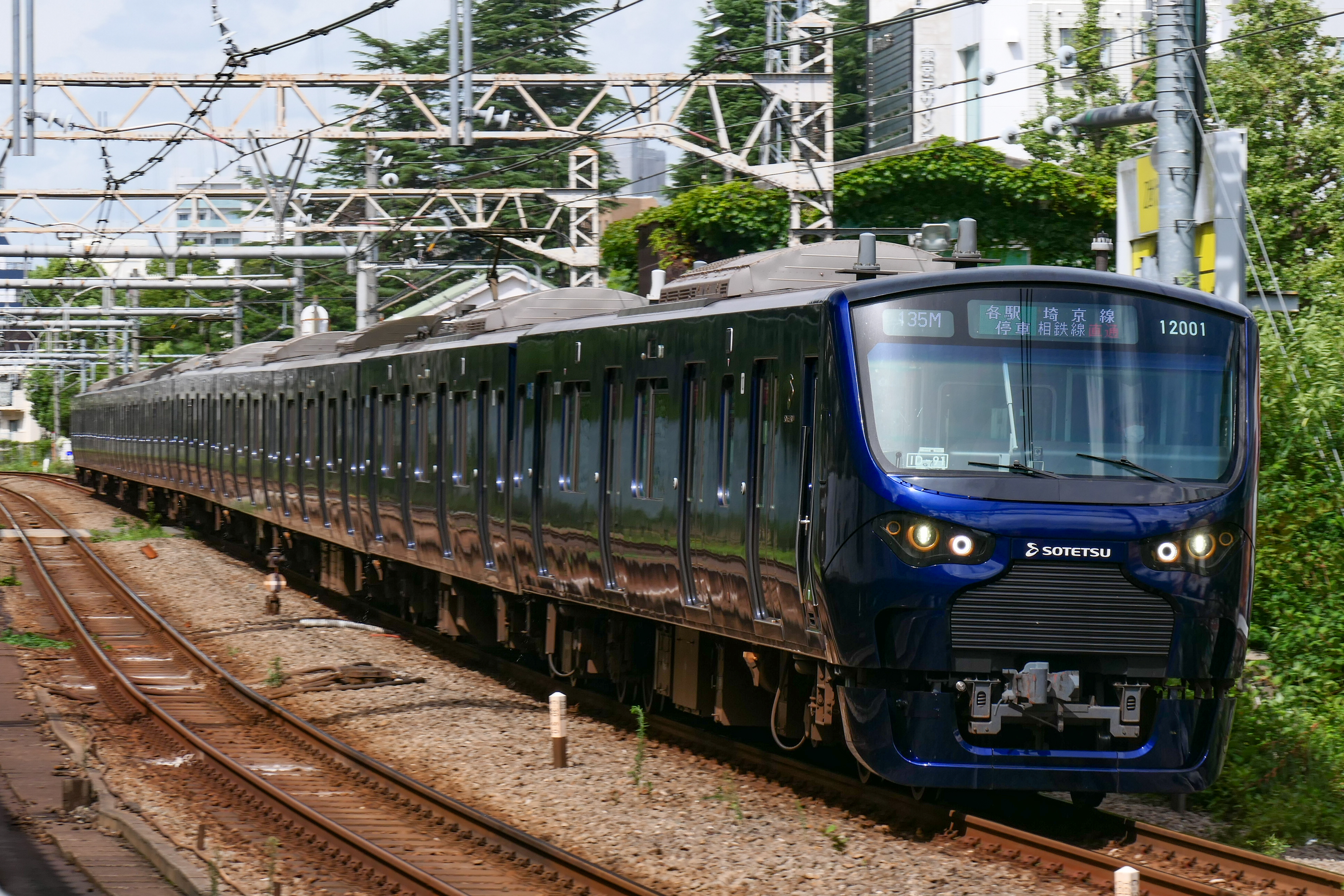
相鉄12000系電車
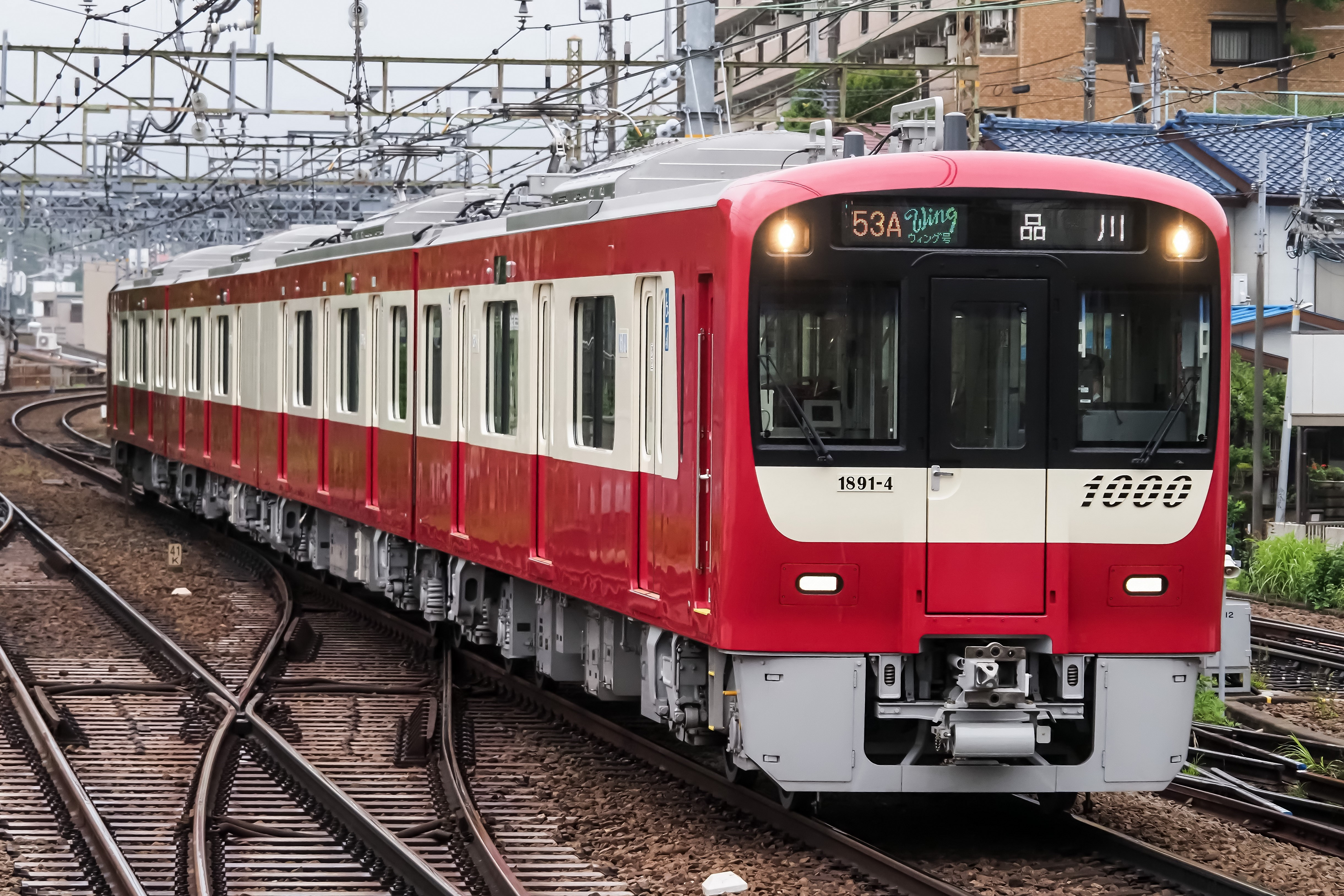
京急1000形1890番台
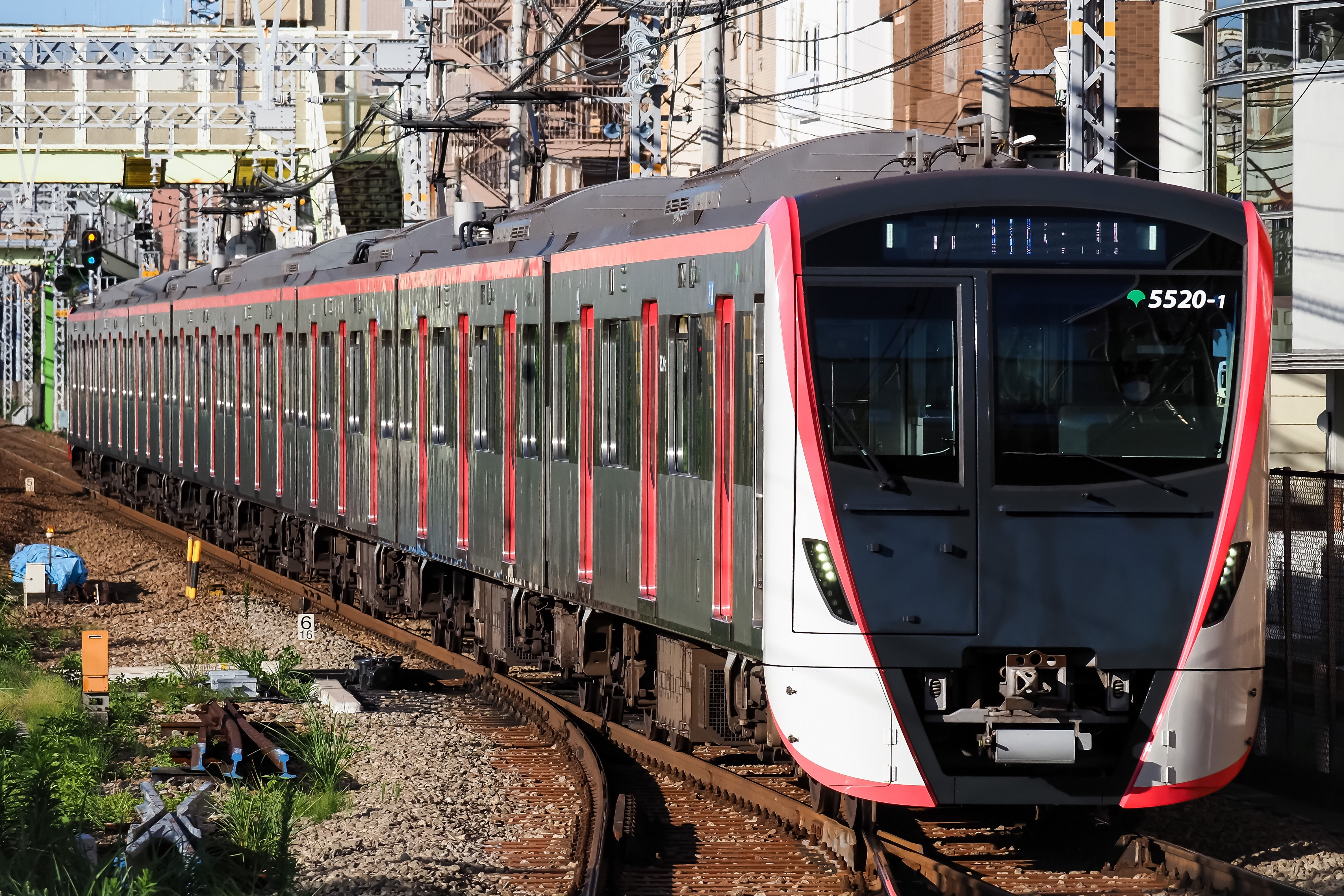
都営5500形電車
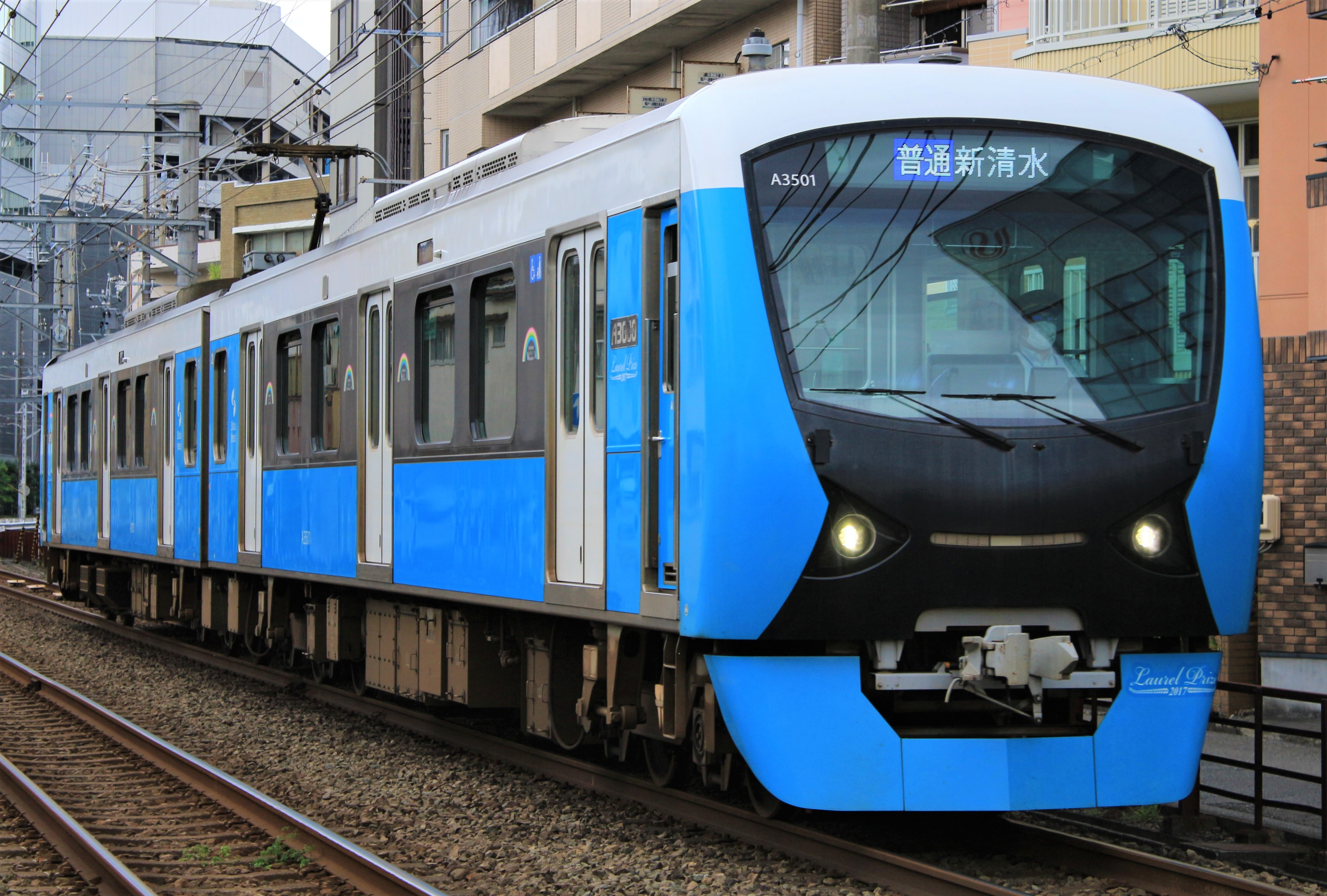
静岡鉄道A3000形電車
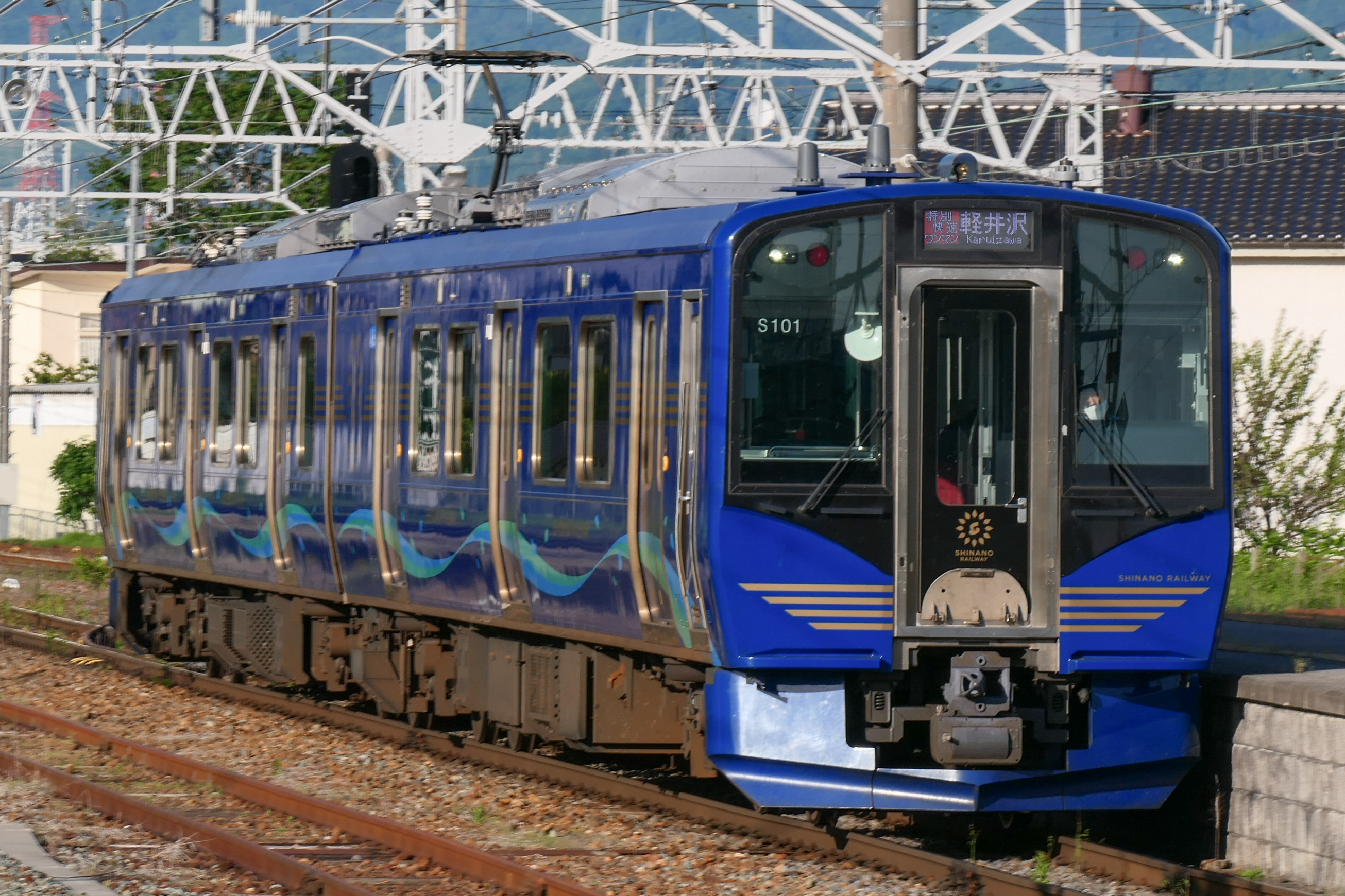
しなの鉄道SR1系電車
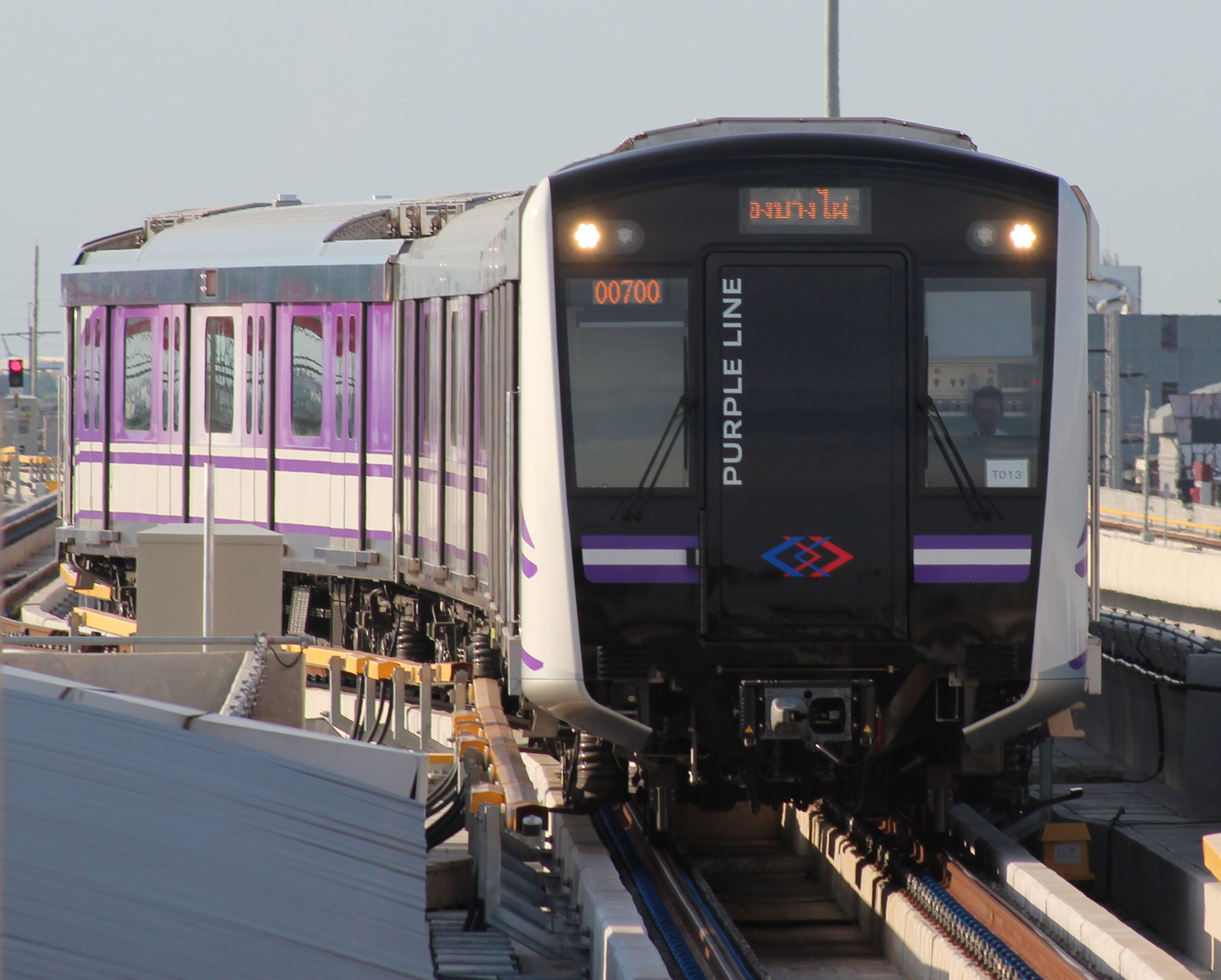
MRTパープルライン

### 備考
1. ↑  サハE235形4600番台を除く
2. ↑   1000番台（鶴見線用）のみフルフラット構造
3. ↑  sustina試験車。フルフラット構造試作車両。
4. ↑  最初のフルフラット構造量産車両